# Kahovkai vízerőmű
A kahovkai vízerőmű (ukránul: Кахо́вська ГЕС), teljes nevén Petro Sztepanovics Neporozsnyij nevét viselő Kahovkai Vízerőmű (Кахо́вська ГЕС імені П. С. Непорожнього) Ukrajna Herszoni területén található vízerőmű. A dnyeperi vízerőmű-rendszer folyásirány szerinti hatodik, egyben utolsó tagja, amely Nova Kahovka város mellett duzzasztja fel a folyót, kialakítva ezzel a Kahovkai-víztározót. Beépített teljesítménye 357 MW, üzemeltetője az Ukrhidroenerho állami vállalat.
A 2022-es orosz invázió kezdete óta orosz megszállás alatt álló erőművet a hadműveletek során mindkét oldalról érte támadás, végül egy hatalmas robbanást követően 2023. június 6-án átszakadt a gát, az ezt követő áradás Ukrajna legsúlyosabb ipari és természeti katasztrófájához vezetett a csernobili atomerőmű-baleset óta. Bár hivatalosan még nem tudni, ki követte el a gát elleni támadást, ám független norvég szeizmológusok szerint a Richter-skála szerinti 1 és 2 közti földrengéssel egyenértékű robbanás mérete minden más lehetőséget kizár, így ez a szándékos orosz aláaknázást igazolja. Az üzemeltető szerint a gát és a géptér egyaránt teljesen megsemmisült, helyreállításukra nincs esély.

## Története

### Az építéstől 2022-ig
A kahovkai vízerőmű építése 1950 szeptemberében kezdődött a Szovjetunió Minisztertanácsának 1950. szeptember 20-i rendeletével. A kivitelezéssel a Dnyiprobud vállalatot bízták meg, amely 1927–1932 között a dnyeperi vízerőművet is megépítette, munkásságukat pedig Lenin-renddel ismerték el. Az objektum bekerült az ország nagyberuházásai közé, többek közt Nova Kahovka városát az erőmű építésére, üzemeltetésére és karbantartására hozták létre. 12 000 ember, 1100 jármű, 30 kotrógép, 75 lánctalpas daru, 100 buldózer, 14 gőzmozdony és 7 kotróhajó dolgozott a a gát építésén. 1952. március 30-án öntötték ki ünnepélyesen az első köbméter betont. Az első, a harkivi Turboaton vállalatnál gyártott vízturbina 1954 augusztusában megkezdett telepítése 1955. október 18-án fejeződött be, ezt a napot tartják az erőmű születésnapjának. 1956. október 13-án helyezték üzembe az utolsó, hatodik turbinaegységet, hivatalosan pedig 1959. október 19-én helyezték üzembe az erőművet 312 MW beépített teljesítménnyel.
Az Ukrán Miniszteri Kabinet 2000. június. 26-án kelt 1026. számú „P. Sz. Neporozsnyij emlékének megörökítéséről” szóló határozatával a kahovkai vízerőművet Petro Sztepanovics Neporozsnyij kiváló tudósról és politikusról nevezte el, aki egykor energetikai és villamosításügyi miniszterként tevékenykedett a Szovjetunióban.

### A 2022-es orosz−ukrán háború idején
Az orosz hadsereg a teljes körű támadás első napján, 2022. február 24-én érkezett az erőműhöz, és foglalta el azt, ám ezzel megszerezték a Krím vízellátásához nélkülözhetetlen Észak-krími-csatorna feletti kontrollt is. Még a 2014-es krími válság után az ukránok egy külön gáttal vágták el a csatornát a víztározótól, ezt a gátat az oroszok 2 napon belül fel is robbantották. 2022 májusában nagy mennyiségű vizet engedtek ki az tározóból, ekkor már két blokk nem működött, ám a megszállók nem biztosítottak lehetőséget a javítási munkákra. A vízleeresztés miatt Nova Kahovkát részben elöntötte a víz, a városban a helyi rakpart és a park megrongálódott.
2022. július 29-én az ukrán hadsereg nagy pontosságú rakétatámadást intézett a zsilipen keresztül az erőműhöz vezető közúti híd ellen, amely részben megsérült. Az oroszok azt állították, hogy a hidat M142 HIMARS típusú rakétákkal lőtték. Annak bemutatására, hogy a híd még áll, videókat forgattak és terjesztettek, amelynek forgatása során Andrej Rugyenko propagandista véletlenül egy saját Repellent−1 drónelhárító rádióelektronikai állomás megsemmisítését is igazolta a külvilág számára. Annak ellenére, hogy a híd közúti része szinte sértetlen maradt, a vasúti pálya jelentős károsodást szenvedett: a sínek alatti aljzat leszakadt, a meggörbült sínek pedig a levegőben lógtak, így elvágták az oroszok jobb parti csoportját összekötő második és egyben utolsó vasútvonalat.
2022. augusztus 10-én az ukrán hadsereg rakétatámadást hajtott végre a hajózsilipek fölötti közúti híd, valamint az orosz megszállók bázisa ellen. Később egy orosz katona által közzétett felvételből kiderült, hogy 12 katona halt meg egyszerre a laktanyában, 10 pedig súlyosan megsérült. A megszállók által használt katonai teherautók és egyéb járművek mellett egy értékes R–439–MD2 orosz műholdas kommunikációs állomás is megsemmisült. 2 nappal később ismét rakétacsapás érte az elfoglalt hidat.
2022. október 20-án Ukrajna elnöke, Volodimir Zelenszkij bejelentette, hogy információik szerint az oroszok aláaknázták a kahovkai vízerőmű gátját és generátoregységeit, és ha felrobbantják a gátat, több mint 80 település, köztük a közeli Herszon kerülne az árhullám zónájába, ami több százezer embert érintene. A másik fél az ukránokat vádolta meg a gát felrobbantásának tervezésével. 2022 októberének második felében az Ukrán Fegyveres Erők megsemmisítették az orosz Pancir–SZ1 légvédelmi rendszert a létesítmény területén, amely valószínűleg M142/M270 rakétarendszerektől fedezte a stratégiailag fontos átkelőhelyet, mivel az egyetlen közeli átkelési lehetőséget, az Antonyivkai közúti hidat az ukránok korábban már sikeresen járhatatlanná tették.
2022. november 11-én, amikor az orosz csapatok visszavonultak a Dnyeper bal partjára, szabotázst hajtottak végre: egy erőteljes robbantással elpusztították a jobb parton lévő hidat. A brit hírszerzés szerint a robbanás az északi oldalon lévő közúti és vasúti hidak három nyílását megsemmisítette, de a gát és a zsilipek szinte sértetlenek maradtak, így az árvíz veszélye, bár továbbra is fennállt, elhanyagolható esélyű maradt. Ugyan a közúti átkelést ellehetetlenítették a támadások, magát a gátat azonban ekkor még nem érte sérülés.
2022. november elején megnyitották a gát kiömlőnyílásait, és a Kahovkai víztározó az elmúlt három évtized legalacsonyabb szintjére süllyedt, veszélybe sodorva az öntözést és az ivóvízellátást, valamint a zaporizzsjai atomerőmű hűtőközeg-rendszereit. 2022. december 1. és 2023. február 6. között a vízszint további 2 métert csökkent. Ezzel szemben 2023 májusában  a tározó elérte a legmagasabb rekordszintet, és a víz úgy tűnt, mintha elkezdett volna átbukni a gát tetején. Ez annak volt az eredménye, hogy Oroszország túl sok zsilipkaput tartott zárva, valószínűleg az áradással a további ukrán csapatmozgásokat próbálva megnehezíteni ezzel, bár egyesek már felhívták a figyelmet a túltöltött gát átszakadásának katasztrofális következményeire is.

### A duzzasztógát megsemmisülése
Június 6-án az erőmű duzzasztógátja még orosz ellenőrzés alatt állt, és a vízszint ekkor már 30 éves csúcsra emelkedett, és meghaladta a 17 métert. 2023. június 6-án, helyi idő szerint 02:00 és 02:30 között ukrán és orosz források hangos, robbanásszerű hangokról számoltak be, amelyek a gát melletti erőműből származtak. Később Volodimir Zelenszkij ukrán elnök jelentette be, hogy a gát felrobbanása 2:50 körül történt, és azonnal megkezdték az érintett területek, köztük Herszon városának evakuálását.
A két háborús fél kölcsönösen egymást vádolta meg a gát felrobbantásával. Nemzetközi elemzők szerint a legvalószínűbb ok egy belülről jövő robbanás lehetett, de hozzátették, hogy a kívülről érkező támadás vagy szerkezeti hiba, bár lehetséges, kevésbé valószínű. A The Economist forrásai szerint egy nagy robbanást lehetett hallani a gáttól 80 km-re. Ezen információk alapján valószínűtlen, hogy a néhány száz kg töltetű ukrán rakéták képesek lettek volna ekkora kárt okozni, a második világháború során a britek a Chastise hadművelethez kifejlesztett speciális, 3000 kg töltetű pattogó bombákkal voltak csak képesek elpusztítani a kahovkainál kisebb gátakat. Emellett a felvételeken látható, hogy éppen a gát legerősebb részei, a turbinacsarnok és a vasbeton zsilipek semmisültek meg, míg a jóval gyengébb és hosszabb földgátaknak nem esett baja, ez a túltöltött tározó okozta spontán gátszakadás elméletét gyengíti. Független norvég szeizmológusok később kielemezték a romániai műszerek adatait, és 2:54-kor egyetlen nagy erejű rengést tudtak kimutatni. Ennek ereje akkora volt, ami kizárja az ukrán rakétákat vagy bombákat, és rövid időtartama nem felel meg egy hosszas tüzérségi támadásnak. Ezek miatt valószínűsíthető, hogy a létesítmény feletti kontrollal rendelkező oroszok aknázták alá és robbantották fel a gátat és az erőművet. Az még vitatott, hogy csak egy kisebb áradást akartak okozni ezzel, vagy eleve a teljes megsemmisítés volt a cél.

## Galéria

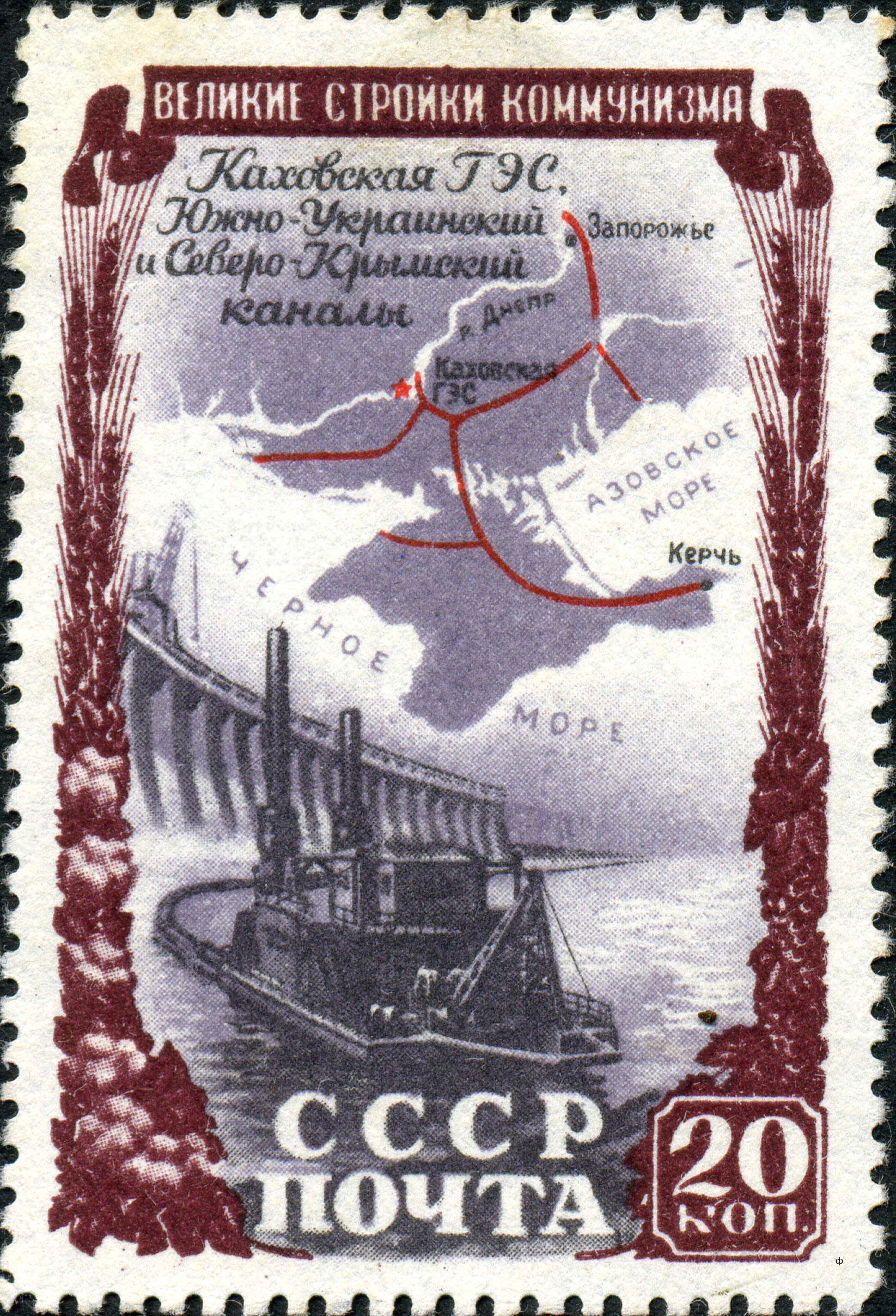
Szovjet emlékbélyeg a vízerőmő és az Észak-krími csatorna építéséről
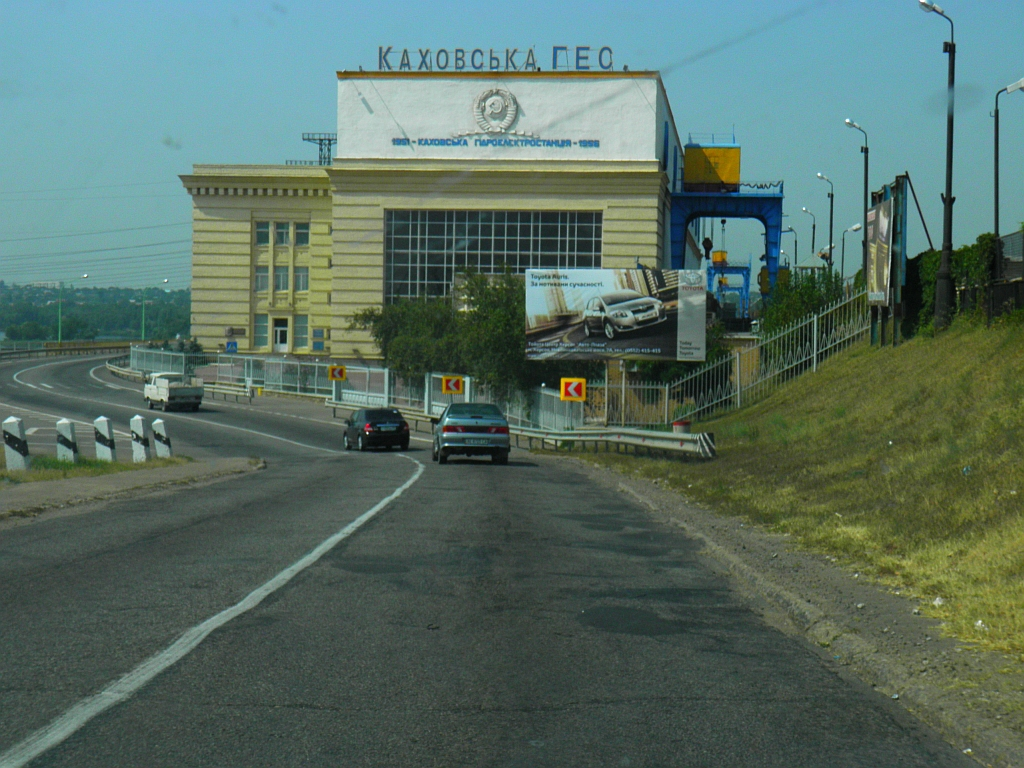
A turbinacsarnok épülete
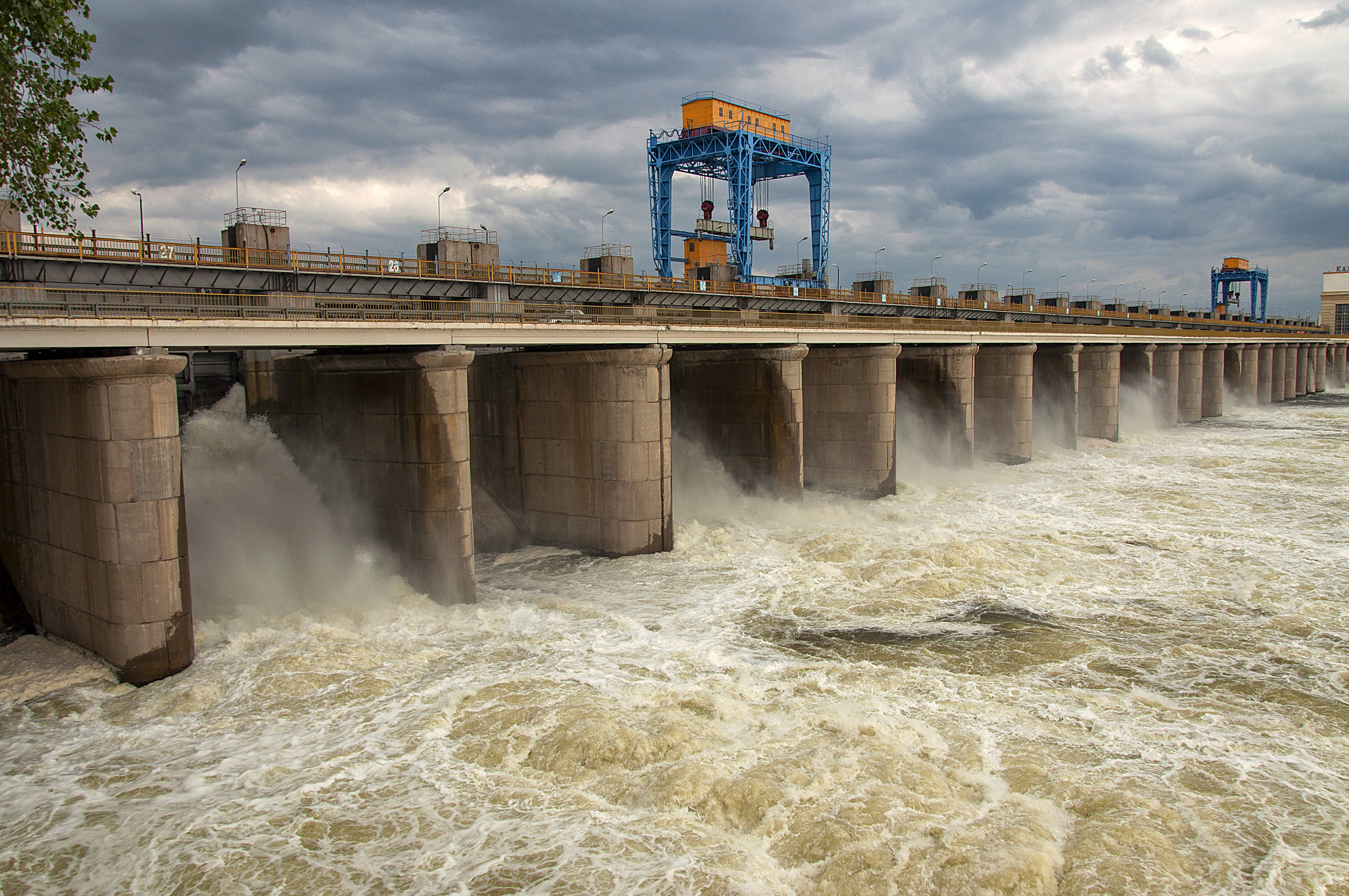
A szabályozó zsilipek
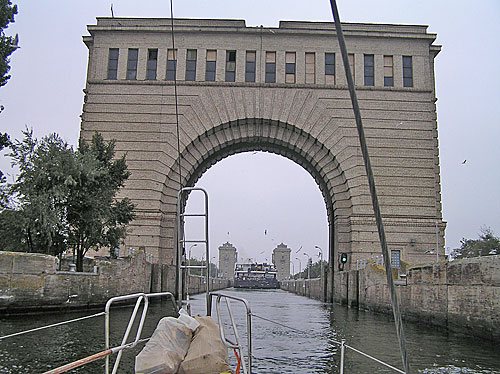
A hajózsilip látványos bejárata
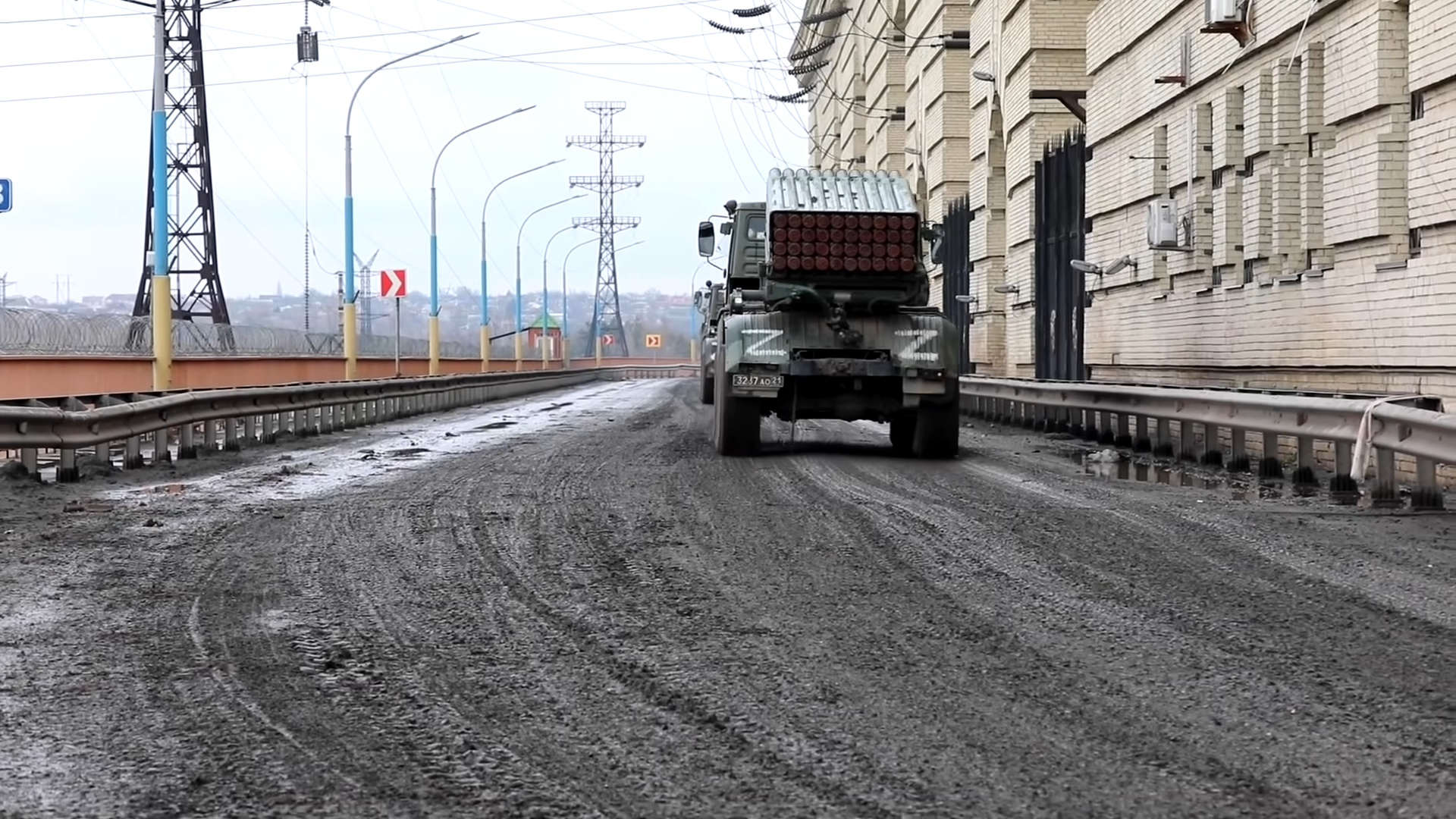
Orosz katonai jármű a gáton

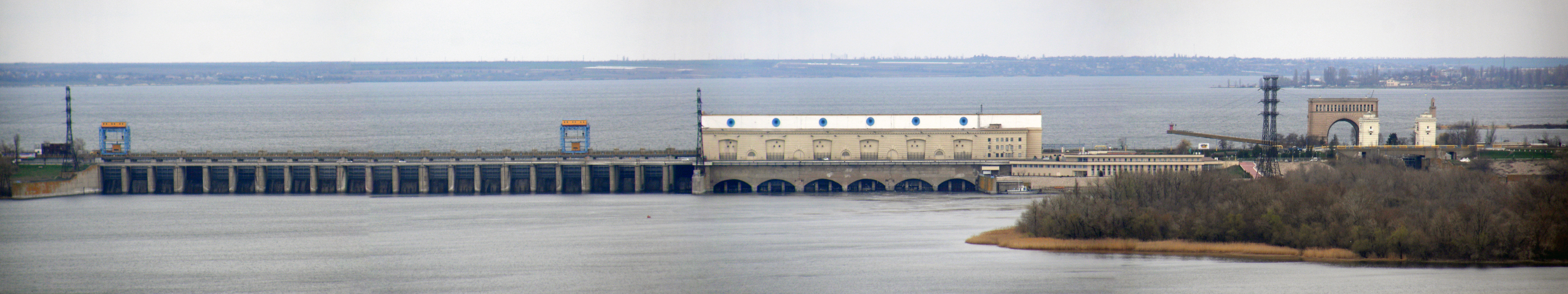
A kahovkai vízerőmű panorámaképe. A kép jobb szélén a hajózsilip, középen a turbinacsarnok, bal oldalon a betongát és a szabályozó zsilipek

## Fordítás
- Ez a szócikk részben vagy egészben  a   Kakhovka Dam című angol Wikipédia-szócikk ezen változatának fordításán alapul.  Az eredeti cikk szerkesztőit annak laptörténete sorolja fel. Ez a jelzés csupán a megfogalmazás eredetét és a szerzői jogokat jelzi, nem szolgál a cikkben szereplő információk forrásmegjelöléseként.

- Ez a szócikk részben vagy egészben  a(z)   Каховська ГЕС című ukrán Wikipédia-szócikk ezen változatának fordításán alapul.  Az eredeti cikk szerkesztőit annak laptörténete sorolja fel. Ez a jelzés csupán a megfogalmazás eredetét és a szerzői jogokat jelzi, nem szolgál a cikkben szereplő információk forrásmegjelöléseként.